# Parux
Parux település Franciaországban, Meurthe-et-Moselle megyében. Lakosainak száma 72 fő (2022. január 1.). Parux Bréménil, Harbouey, Montreux, Nonhigny, Petitmont és Saint-Sauveur községekkel határos.

## Népesség
A település népességének változása:
| Lakosok száma | 94   | 105  | 88   | 75   | 71   | 69   | 71   | 73   | 74   | 72   |
|               | 1968 | 1982 | 1990 | 2006 | 2013 | 2015 | 2017 | 2019 | 2020 | 2022 |